# Brani musicali di Avril Lavigne

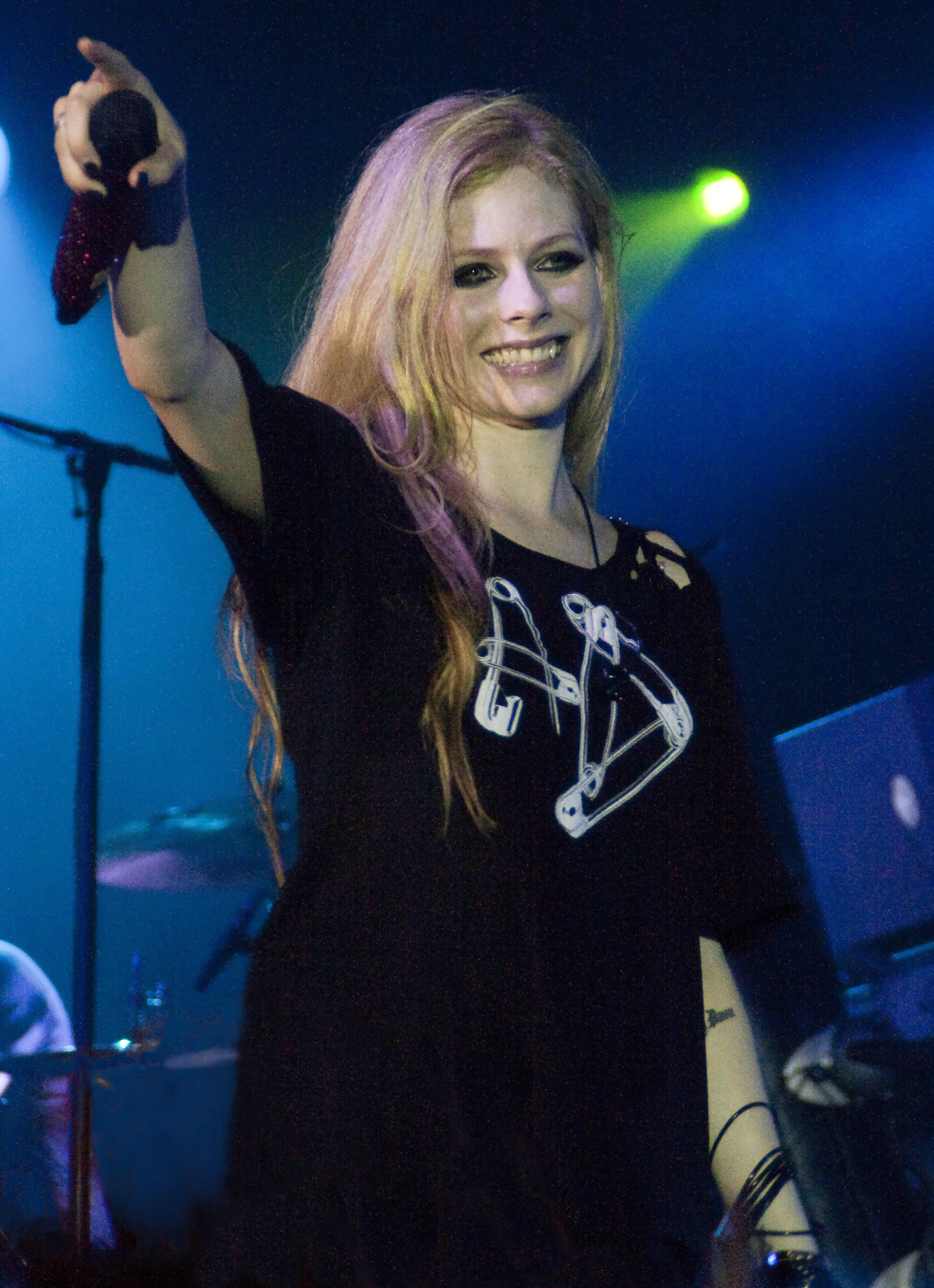
Avril Lavigne si esibisce a Giacarta durante il The Black Star Tour l'11 maggio 2011.

Questa è lista dei brani musicali di Avril Lavigne, cantautrice canadese.
Comprende i brani tratti dai suoi album in studio, le cover di brani di altri artisti eseguite dalla cantante e i brani originali scritti dalla cantante che sono stati registrati e pubblicati da altri artisti. Dall'inizio della sua carriera musicale nel 2002, Avril Lavigne ha lavorato con numerosi cantautori e produttori discografici.

## Brani musicali tratti da album o singoli
Le canzoni originali di Avril Lavigne includono quelle scritte e registrate dall'artista e pubblicate in un album in studio o in un singolo album.

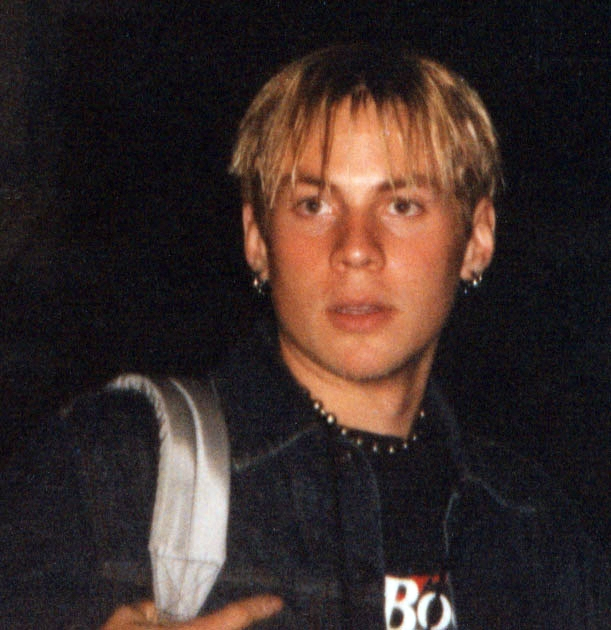
Avril Lavigne ha scritto numerose canzoni con il suo ex chitarrista, Evan Taubenfeld, tra cui Don't Tell Me e Hot. Appare anche come cantante in Push.

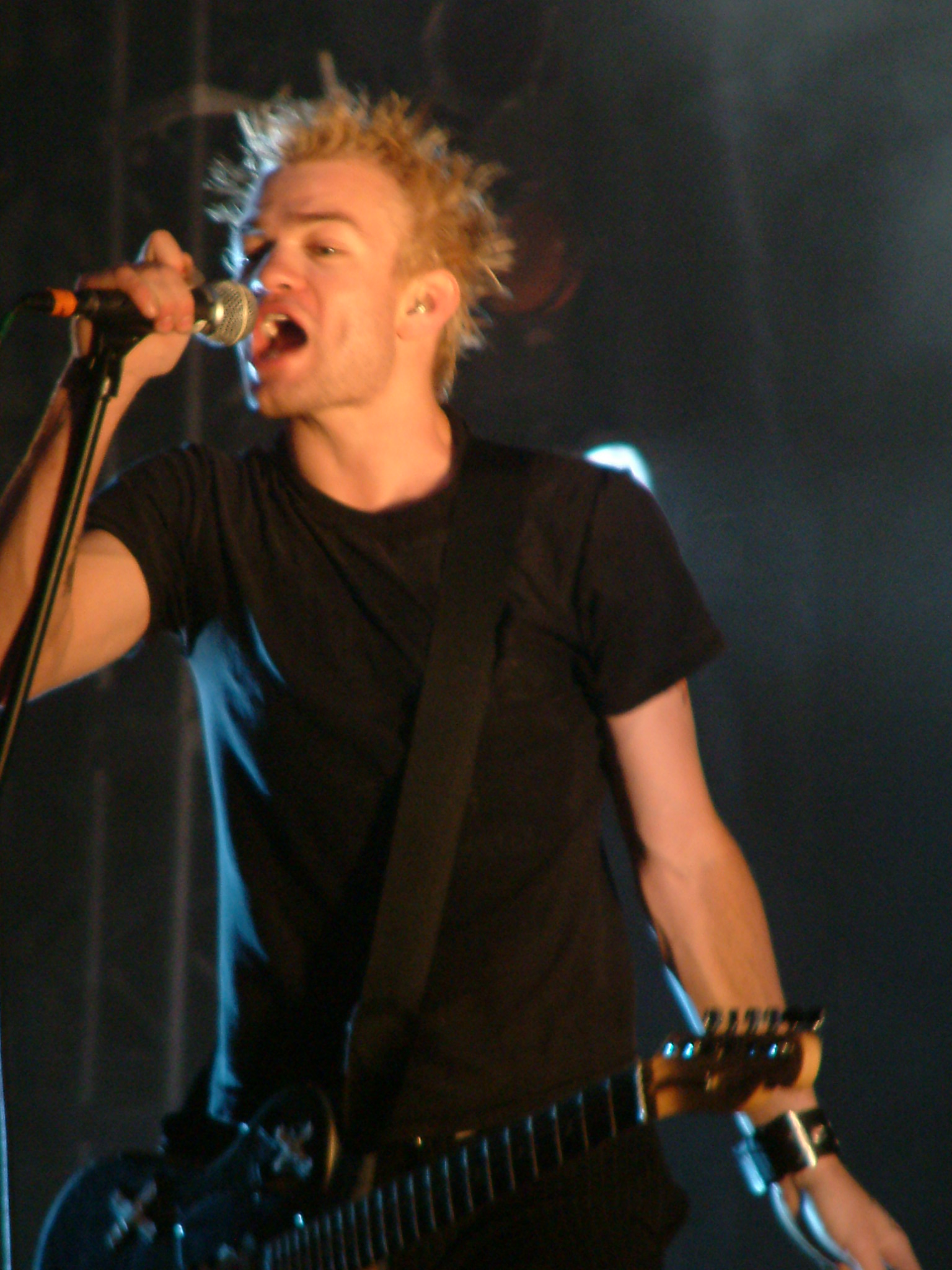
Deryck Whibley, membro dei Sum 41 ed ex marito di Avril Lavigne, suonò la chitarra elettrica e il basso in The Best Damn Thing, One of those Girls e Contagious mentre i due erano sposati. Ha anche prodotto sei tracce su Goodbye Lullaby dopo il divorzio nel 2009.

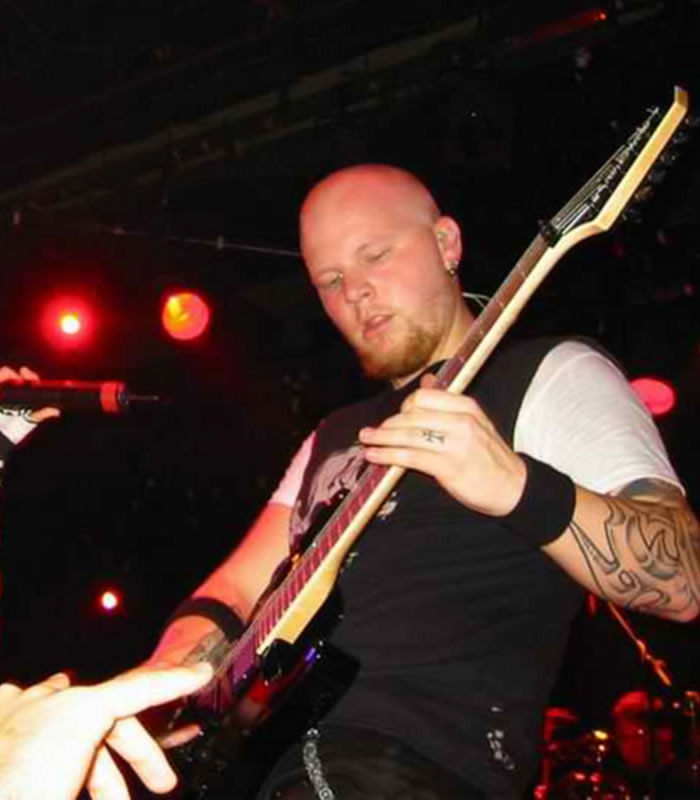
Ben Moody ha scritto Nobody's Home, il terzo singolo di Under My Skin.

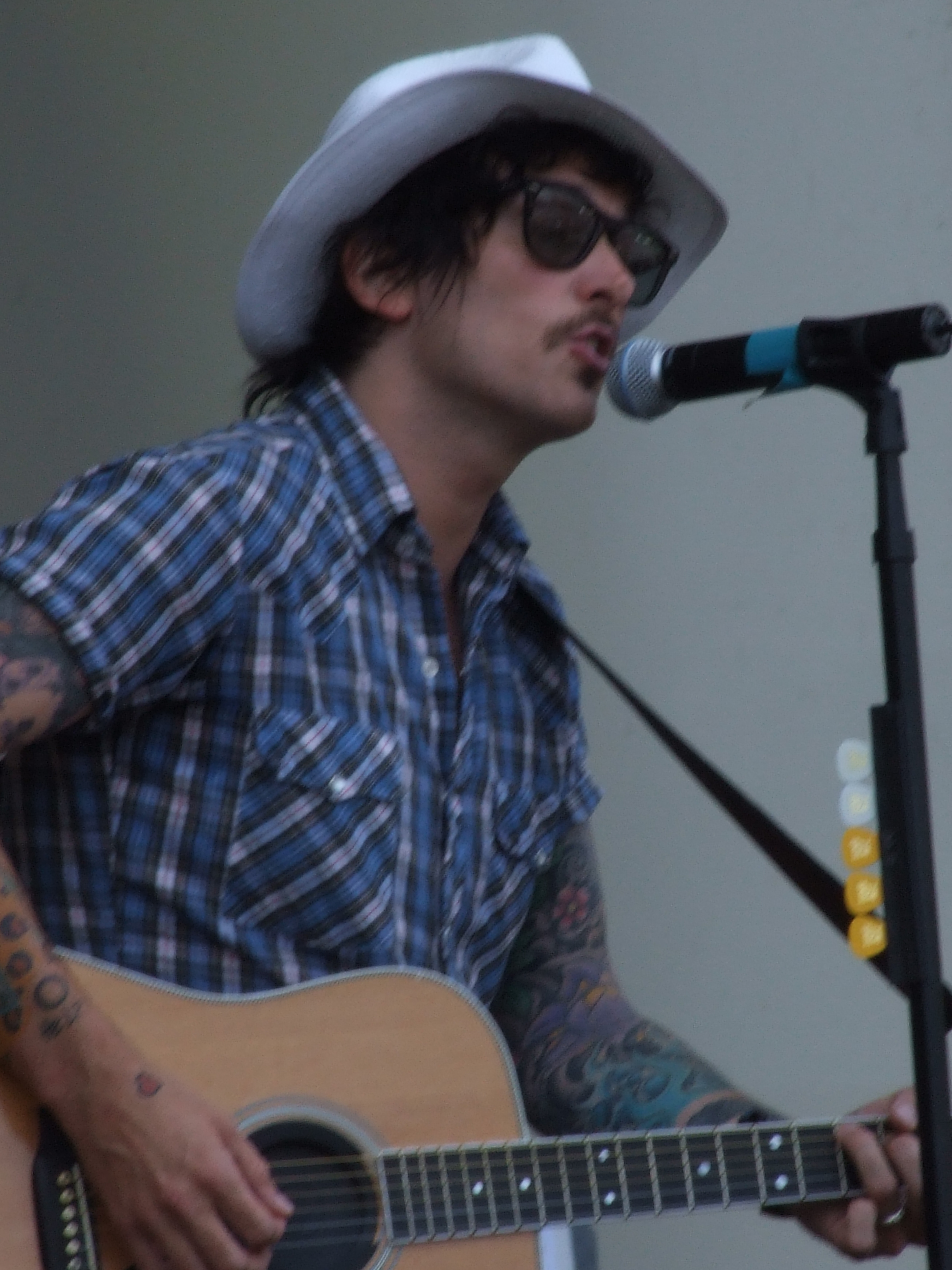
Butch Walker ha lavorato con Avril Lavigne in My Happy Ending, uno dei suoi singoli di maggior successo. Ha anche scritto The Best Damn Thing e When You're Gone.

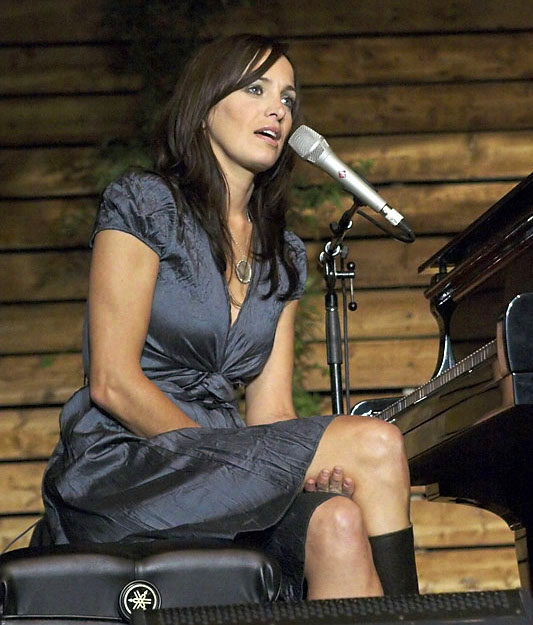
Chantal Kreviazuk ha lavorato con Avril Lavigne per gran parte di Under My Skin. Ha scritto Forgotten, He Wasn't, How Does It Feel, Slipped Away, Together e Who Knows. Suo marito, Raine Maida, ha prodotto diversi brani dell'album.

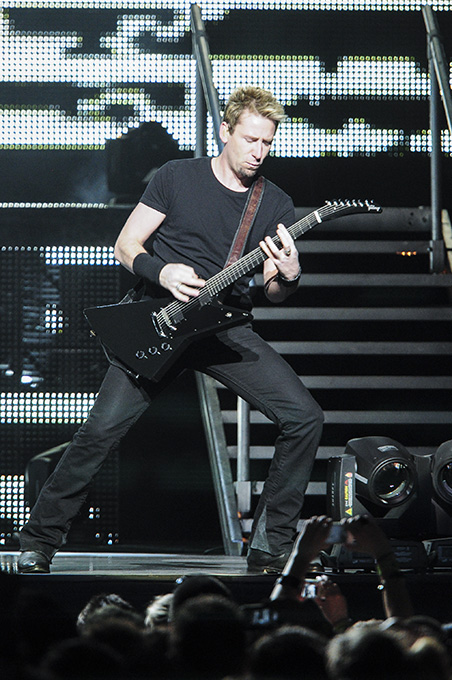
Avril Lavigne ha lavorato con Chad Kroeger dei Nickelback per gran parte del suo quinto album in studio, incluso il suo singolo principale, Here's To Never Growing Up.

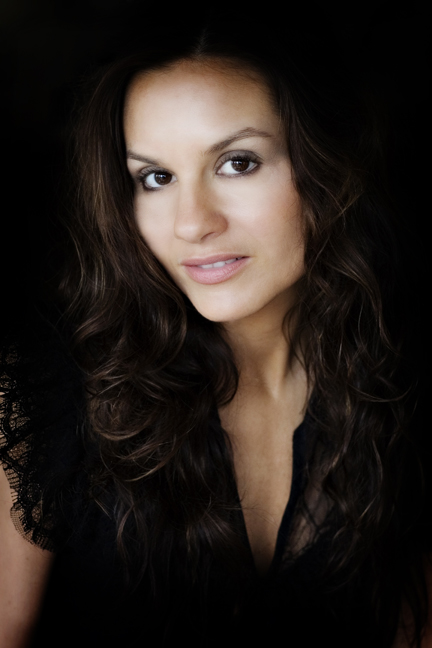
La cantautrice americana Kara DioGuardi ha scritto Runaway con Avril Lavigne e Dr. Luke.

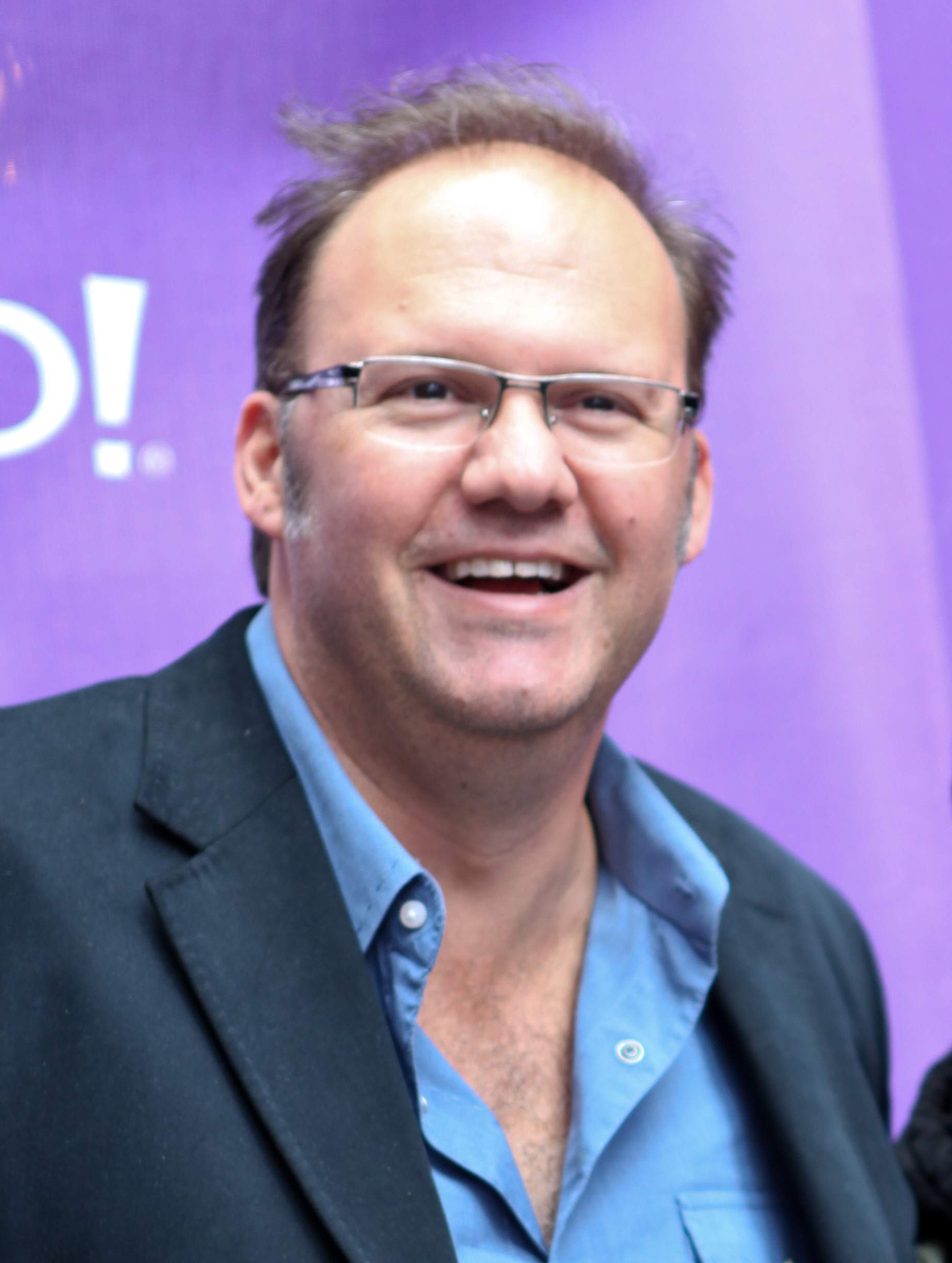
Rob Cavallo ha prodotto la canzone Innocence per l'album The Best Damn Thing.

| Titolo                       | Cantanti                      | Autori                                                                                | Album                     | Anno |
| ---------------------------- | ----------------------------- | ------------------------------------------------------------------------------------- | ------------------------- | ---- |
| "17"                         | Avril Lavigne                 | Avril Lavigne Jacob Kasher Martin Johnson                                             | Avril Lavigne             | 2013 |
| "4 Real"                     | Avril Lavigne                 | Avril Lavigne                                                                         | Goodbye Lullaby           | 2011 |
| "Alice"                      | Avril Lavigne                 | Avril Lavigne                                                                         | Goodbye Lullaby           | 2010 |
| "Alone"                      | Avril Lavigne                 | Avril Lavigne Dr. Luke                                                                | The Best Damn Thing       | 2007 |
| "Anything but Ordinary"      | Avril Lavigne                 | Avril Lavigne The Matrix                                                              | Let Go                    | 2002 |
| "Bad Girl"                   | Avril Lavigne Marilyn Manson  | Avril Lavigne David Hodges Chad Kroeger                                               | Avril Lavigne             | 2013 |
| "Bitchin' Summer"            | Avril Lavigne                 | Avril Lavigne Matt Squire Jacob Kasher David Hodges Chad Kroeger                      | Avril Lavigne             | 2013 |
| "Black Star"                 | Avril Lavigne                 | Avril Lavigne                                                                         | Goodbye Lullaby           | 2011 |
| "Complicated"                | Avril Lavigne                 | Avril Lavigne The Matrix                                                              | Let Go                    | 2002 |
| "Contagious"                 | Avril Lavigne                 | Avril Lavigne Evan Taubenfeld                                                         | The Best Damn Thing       | 2007 |
| "Darlin"                     | Avril Lavigne                 | Avril Lavigne                                                                         | Goodbye Lullaby           | 2011 |
| "Don't Tell Me"              | Avril Lavigne                 | Avril Lavigne Evan Taubenfeld                                                         | Under My Skin             | 2004 |
| "Everybody Hurts"            | Avril Lavigne                 | Avril Lavigne Evan Taubenfeld                                                         | Goodbye Lullaby           | 2011 |
| "Everything Back but You"    | Avril Lavigne                 | Avril Lavigne Butch Walker                                                            | The Best Damn Thing       | 2007 |
| "Falling Down"               | Avril Lavigne                 | Avril Lavigne The Matrix                                                              | Sweet Home Alabama        | 2002 |
| "Falling Fast"               | Avril Lavigne                 | Avril Lavigne                                                                         | Avril Lavigne             | 2013 |
| "Fall to Pieces"             | Avril Lavigne                 | Avril Lavigne Raine Maida                                                             | Under My Skin             | 2004 |
| "Fly"                        | Avril Lavigne                 | Avril Lavigne Chad Kroeger David Hodges                                               | Fly - Singolo             | 2015 |
| "Forgotten"                  | Avril Lavigne                 | Avril Lavigne Chantal Kreviazuk                                                       | Under My Skin             | 2004 |
| "Freak Out"                  | Avril Lavigne                 | Avril Lavigne Evan Taubenfeld Matt Brann                                              | Under My Skin             | 2004 |
| "Get Over It"                | Avril Lavigne                 | Avril Lavigne The Matrix                                                              | Sk8er Boi - Singolo       | 2002 |
| "Girlfriend"                 | Avril Lavigne                 | Avril Lavigne Dr. Luke                                                                | The Best Damn Thing       | 2007 |
| "Give You What You Like"     | Avril Lavigne                 | Avril Lavigne David Hodges Chad Kroeger                                               | Avril Lavigne             | 2013 |
| "Goodbye"                    | Avril Lavigne                 | Avril Lavigne                                                                         | Goodbye Lullaby           | 2011 |
| "He Wasn't"                  | Avril Lavigne                 | Avril Lavigne Chantal Kreviazuk                                                       | Under My Skin             | 2004 |
| "Hello Heartache"            | Avril Lavigne                 | Avril Lavigne David Hodges                                                            | Avril Lavigne             | 2013 |
| "Hello Kitty"                | Avril Lavigne                 | Avril Lavigne David Hodges Martin Johnson Chad Kroeger                                | Avril Lavigne             | 2013 |
| "Here's to Never Growing Up" | Avril Lavigne                 | Avril Lavigne David Hodges Martin Johnson Chad Kroeger Jacob Kasher                   | Avril Lavigne             | 2013 |
| "Hot"                        | Avril Lavigne                 | Avril Lavigne Evan Taubenfeld                                                         | The Best Damn Thing       | 2007 |
| "How Does It Feel"           | Avril Lavigne                 | Avril Lavigne Chantal Kreviazuk                                                       | Under My Skin             | 2004 |
| "Hush Hush"                  | Avril Lavigne                 | Avril Lavigne David Hodges                                                            | Avril Lavigne             | 2013 |
| "I'm with You"               | Avril Lavigne                 | Avril Lavigne The Matrix                                                              | Let Go                    | 2002 |
| "I Always Get What I Want"   | Avril Lavigne                 | Avril Lavigne Clif Magness                                                            | Under My Skin             | 2004 |
| "I Can Do Better"            | Avril Lavigne                 | Avril Lavigne Dr. Luke                                                                | The Best Damn Thing       | 2007 |
| "I Don't Give"               | Avril Lavigne                 | Avril Lavigne The Matrix                                                              | Complicated - Singolo     | 2002 |
| "I Don't Have to Try"        | Avril Lavigne                 | Avril Lavigne Dr. Luke                                                                | The Best Damn Thing       | 2007 |
| "I Love You"                 | Avril Lavigne                 | Avril Lavigne Max Martin Shellback                                                    | Goodbye Lullaby           | 2011 |
| "Innocence"                  | Avril Lavigne                 | Avril Lavigne Evan Taubenfeld                                                         | The Best Damn Thing       | 2007 |
| "I Will Be"                  | Avril Lavigne                 | Avril Lavigne Max Martin Dr. Luke                                                     | The Best Damn Thing       | 2007 |
| "Keep Holding On"            | Avril Lavigne                 | Avril Lavigne Dr. Luke                                                                | The Best Damn Thing       | 2006 |
| "Let Me Go"                  | Avril Lavigne Chad Kroeger    | Avril Lavigne David Hodges Chad Kroeger                                               | Avril Lavigne             | 2013 |
| "Losing Grip"                | Avril Lavigne                 | Avril Lavigne Clif Magness                                                            | Let Go                    | 2002 |
| "Mobile"                     | Avril Lavigne                 | Avril Lavigne Clif Magness                                                            | Let Go                    | 2002 |
| "My Happy Ending"            | Avril Lavigne                 | Avril Lavigne Butch Walker                                                            | Under My Skin             | 2004 |
| "My World"                   | Avril Lavigne                 | Avril Lavigne Clif Magness                                                            | Let Go                    | 2002 |
| "Naked"                      | Avril Lavigne                 | Avril Lavigne Curtis Frasca Sabelle Breer                                             | Let Go                    | 2002 |
| "Nobody's Fool"              | Avril Lavigne                 | Avril Lavigne Peter Zizzo                                                             | Let Go                    | 2002 |
| "Nobody's Home"              | Avril Lavigne                 | Avril Lavigne Ben Moody                                                               | Under My Skin             | 2004 |
| "Not Enough"                 | Avril Lavigne                 | Avril Lavigne Evan Taubenfeld                                                         | Goodbye Lullaby           | 2011 |
| "One of Those Girls"         | Avril Lavigne                 | Avril Lavigne Evan Taubenfeld                                                         | The Best Damn Thing       | 2007 |
| "Push"                       | Avril Lavigne Evan Taubenfeld | Avril Lavigne Evan Taubenfeld                                                         | Goodbye Lullaby           | 2011 |
| "Remember When"              | Avril Lavigne                 | Avril Lavigne                                                                         | Goodbye Lullaby           | 2011 |
| "Rock n Roll"                | Avril Lavigne                 | Avril Lavigne Rickard Göransson David Hodges Jacob Kasher Chad Kroeger Peter Svensson | Avril Lavigne             | 2013 |
| "Runaway"                    | Avril Lavigne                 | Avril Lavigne Dr. Luke Kara DioGuardi                                                 | The Best Damn Thing       | 2007 |
| "Sippin' On Sunshine"        | Avril Lavigne                 | Avril Lavigne Chad Kroeger Jacob Kasher David Hodges Martin Johnson                   | Avril Lavigne             | 2013 |
| "Sk8er Boi"                  | Avril Lavigne                 | Avril Lavigne The Matrix                                                              | Let Go                    | 2002 |
| "Slipped Away"               | Avril Lavigne                 | Avril Lavigne Chantal Kreviazuk                                                       | Under My Skin             | 2004 |
| "Smile"                      | Avril Lavigne                 | Avril Lavigne Max Martin Shellback                                                    | Goodbye Lullaby           | 2011 |
| "Stop Standing There"        | Avril Lavigne                 | Avril Lavigne                                                                         | Goodbye Lullaby           | 2011 |
| "Take It"                    | Avril Lavigne                 | Avril Lavigne Clif Magness                                                            | My Happy Ending - Singolo | 2004 |
| "Take Me Away"               | Avril Lavigne                 | Avril Lavigne Evan Taubenfeld                                                         | Under My Skin             | 2004 |
| "The Best Damn Thing"        | Avril Lavigne                 | Avril Lavigne Butch Walker                                                            | The Best Damn Thing       | 2007 |
| "Things I'll Never Say"      | Avril Lavigne                 | Avril Lavigne The Matrix                                                              | Let Go                    | 2002 |
| "Together"                   | Avril Lavigne                 | Avril Lavigne Chantal Kreviazuk                                                       | Under My Skin             | 2004 |
| "Tomorrow"                   | Avril Lavigne                 | Avril Lavigne Curtis Frasca Sabelle Breer                                             | Let Go                    | 2002 |
| "Too Much to Ask"            | Avril Lavigne                 | Avril Lavigne Clif Magness                                                            | Let Go                    | 2002 |
| "Unwanted"                   | Avril Lavigne                 | Avril Lavigne Clif Magness                                                            | Let Go                    | 2002 |
| "What the Hell"              | Avril Lavigne                 | Avril Lavigne Max Martin Shellback                                                    | Goodbye Lullaby           | 2011 |
| "When You're Gone"           | Avril Lavigne                 | Avril Lavigne Butch Walker                                                            | The Best Damn Thing       | 2007 |
| "Who Knows"                  | Avril Lavigne                 | Avril Lavigne Chantal Kreviazuk                                                       | Under My Skin             | 2004 |
| "Why"                        | Avril Lavigne                 | Avril Lavigne Peter Zizzo                                                             | Complicated - Singolo     | 2002 |
| "Wish You Were Here"         | Avril Lavigne                 | Avril Lavigne Max Martin Shellback                                                    | Goodbye Lullaby           | 2011 |
| "You Ain't Seen Nothin' Yet" | Avril Lavigne                 | Avril Lavigne                                                                         | Avril Lavigne             | 2013 |

### Head Above Water
| Titolo                        | Cantanti                  | Autori                                                            | Album            | Anno |
| ----------------------------- | ------------------------- | ----------------------------------------------------------------- | ---------------- | ---- |
| Bigger Wow                    | Avril Lavigne             | Avril Lavigne Jon Levine                                          | Head Above Water | 2019 |
| Birdie                        | Avril Lavigne             | Avril Lavigne J.R. Rotem                                          | Head Above Water | 2019 |
| Crush                         | Avril Lavigne             | Avril Lavigne Zane Carney                                         | Head Above Water | 2019 |
| Dumb Blonde                   | Avril Lavigne Nicki Minaj | Avril Lavigne Bonnie McKee Mitch Allan                            | Head Above Water | 2019 |
| Goddess                       | Avril Lavigne             | Avril Lavigne                                                     | Head Above Water | 2019 |
| Head Above Water              | Avril Lavigne             | Avril Lavigne Stephan Moccio Travis Clark                         | Head Above Water | 2018 |
| I Fell In Love With the Devil | Avril Lavigne             | Avril Lavigne                                                     | Head Above Water | 2019 |
| It Was In Me                  | Avril Lavigne             | Avril Lavigne Lauren Christy                                      | Head Above Water | 2019 |
| Love Me Insane                | Avril Lavigne             | Avril Lavigne Jon Levine                                          | Head Above Water | 2019 |
| Souvenir                      | Avril Lavigne             | Avril Lavigne Jon Levine                                          | Head Above Water | 2019 |
| Tell Me It's Over             | Avril Lavigne             | Avril Lavigne Ryan Cabrera Johan Carlsson Melissa Bel Justin Gray | Head Above Water | 2018 |
| Warrior                       | Avril Lavigne             | Avril Lavigne Travis Clark Chad Kroeger                           | Head Above Water | 2019 |
| We Are Warriors               | Avril Lavigne             | Avril Lavigne Travis Clark Chad Kroeger                           | Head Above Water | 2020 |

## Canzoni non pubblicate

### Let Go
| Titolo                     | Autori                                         |
| -------------------------- | ---------------------------------------------- |
| All You Will Never Know    | Avril Lavigne Terence Dover                    |
| Bonded                     | Avril Lavigne Harry                            |
| Breakway                   | Avril Lavigne Bridget Benenate Matthew Gerrard |
| By the Light of the Moon   | Avril Lavigne The Matrix                       |
| Can't Stop Thinking Of You | Avril Lavigne                                  |
| Don't Mind Me              | Avril Lavigne Peter Zizzo                      |
| Face to Face               | Avril Lavigne The Matrix                       |
| Falling into History       | Peter Zizzo Jessica Sheely                     |
| Headset                    | Peter Zizzo                                    |
| Let Go                     |                                                |
| Love Like a Child          | Peter Zizzo                                    |
| Make Up                    | Avril Lavigne The Matrix                       |
| Move Your Little Self On   |                                                |
| Next Time                  | Avril Lavigne Sabelle Breer Curtis Frasca      |
| Not the Only One           | Avril Lavigne Sabelle Breer Curtis Frasca      |
| Once and for Real          | Avril Lavigne Terence Dover                    |
| Photo Hunt                 |                                                |
| Stay (Be the One)          | Avril Lavigne Peter Zizzo                      |
| Take Me Away               | Avril Lavigne The Matrix                       |
| Temple Of Life             | Avril Lavigne                                  |
| That Kinda Guy             | Avril Lavigne Sabelle Breer Curtis Frasca      |
| Think About It             |                                                |
| Tired of Being Cool        |                                                |
| Tomorrow You Didn't        |                                                |
| Two Rivers                 | Avril Lavigne                                  |
| What You Like              | Avril Lavigne David Hodges Chad Kroeger        |
| When Will This Be Over     | Avril Lavigne Brian Howes Kara Dioguardi       |
| You Never Satify Me        |                                                |

### Under My Skin
| Titolo                          | Autori                                   |
| ------------------------------- | ---------------------------------------- |
| Afraid I Might Find Another Guy | Avril Lavigne Evan Taubenfeld            |
| Daydream                        | Avril Lavigne Chantal Kreviazuk          |
| Fall Back                       | Avril Lavigne Ben Moody                  |
| Fall into the Sky               | Avril Lavigne Rick Nowels                |
| Headache                        | Avril Lavigne Evan Taubenfeld            |
| Hold onto You                   | Avril Lavigne Evan Taubenfeld            |
| It's Not Over                   | Avril Lavigne Ben Moody                  |
| I've Known All My Life          | Avril Lavigne Evan Taubenfeld Matt Brann |
| Kick and Shout                  | Avril Lavigne Evan Taubenfeld            |
| Leave Here a Little While       | Avril Lavigne Evan Taubenfeld            |
| Not Gonna Run                   | Avril Lavigne Evan Taubenfeld            |
| Priceless                       | Avril Lavigne Evan Taubenfeld            |
| Show Me How                     | Avril Lavigne Evan Taubenfeld            |
| Sitting Here (Have No Friends)  | Avril Lavigne Evan Taubenfeld            |
| Too Many Times                  | Avril Lavigne Evan Taubenfeld            |
| Understand Me                   | Avril Lavigne Evan Taubenfeld            |
| What Would You Be for Me        | Avril Lavigne Evan Taubenfeld            |

### The Best Damn Thing
| Titolo                | Autori                                   |
| --------------------- | ---------------------------------------- |
| All Because of U      | Avril Lavigne Butch Walker               |
| Contagious            | Chantal Kreviazuk                        |
| Got Me Bad            | Avril Lavigne John Rzeznik               |
| I Don't Wanna Be      | Avril Lavigne Butch Walker               |
| Long Way Out          | Avril Lavigne John Rzeznik               |
| Running from Yourself | Avril Lavigne Butch Walker               |
| Stay                  | Avril Lavigne Devin Bronson              |
| Twist of Fate         | Avril Lavigne Brian Howes Kara DioGuardi |
| Won't Let You Go      | Avril Lavigne Diane Warren               |
| You Got Me            | Avril Lavigne Brian Howes Kara DioGuardi |

### Goodbye Lullaby
| Titolo                                             | Autori                                |
| -------------------------------------------------- | ------------------------------------- |
| Candy                                              | Avril Lavigne Alex da Kid Skylar Grey |
| Complete Me                                        | Avril Lavigne                         |
| Dancing Crazy                                      | Avril Lavigne Max Martin Shellback    |
| Fine                                               |                                       |
| Gone                                               | Avril Lavigne Evan Taubenfeld         |
| Half (nota anche come Glass Half e come Half Full) |                                       |
| Hello                                              |                                       |

### Avril Lavigne
| Titolo                 | Autori                                                                                |
| ---------------------- | ------------------------------------------------------------------------------------- |
| A Little Bit of Love   |                                                                                       |
| Don't Fuck This Up     | Avril Lavigne Chad Kroeger Jacob Kasher Johan Carlsson                                |
| Echo                   | Avril Lavigne David Hodges Chad Kroeger                                               |
| If I Said I Loved You  |                                                                                       |
| It's Not OK            | Avril Lavigne David Hodges Chad Kroeger                                               |
| Let's Get Weird!       |                                                                                       |
| My Little Secret       | Avril Lavigne David Hodges Chad Kroeger                                               |
| Rock N Roll (ft. P!nk) | Avril Lavigne Rickard Göransson David Hodges Jacob Kasher Chad Kroeger Peter Svensson |
| Secret                 | Avril Lavigne David Hodges Chad Kroeger                                               |
| This Must Be Love      | Avril Lavigne David Hodges Chad Kroeger                                               |
| This One's For You     | Avril Lavigne David Hodges Chad Kroeger                                               |
| Time Goes By           | Avril Lavigne David Hodges Chad Kroeger                                               |
| What Would You Say     | Avril Lavigne David Hodges Chad Kroeger Jacob Kasher Martin Johnson                   |

### Head Above Water
| Titolo             | Autori                                                                      |
| ------------------ | --------------------------------------------------------------------------- |
| Black & White      | Avril Lavigne                                                               |
| Break It So Good   | Avril Lavigne                                                               |
| Bright/Burning     | Avril Lavigne                                                               |
| Don't Stop         | Ketil Johnson Avril Lavigne Sebastian Kornelius Lauren Christy Taylor Parks |
| Here In Your Arms  | Avril Lavigne Chad Kroeger Travis Clark                                     |
| In Touch           | Christoph Andersson Lauren Christy Bebe Rexha Talay Riley                   |
| I Want What I Want | Lauren Christy Charlie Midnight                                             |
| Lucky Ones         | Isley Juber Avril Lavigne JR Rotem Lauren Christy Jason Evigan              |
| Lights Out         | Avril Lavigne Jonathan Rotem Nick Ruth Carah Faye                           |